# تور (فرانسه)

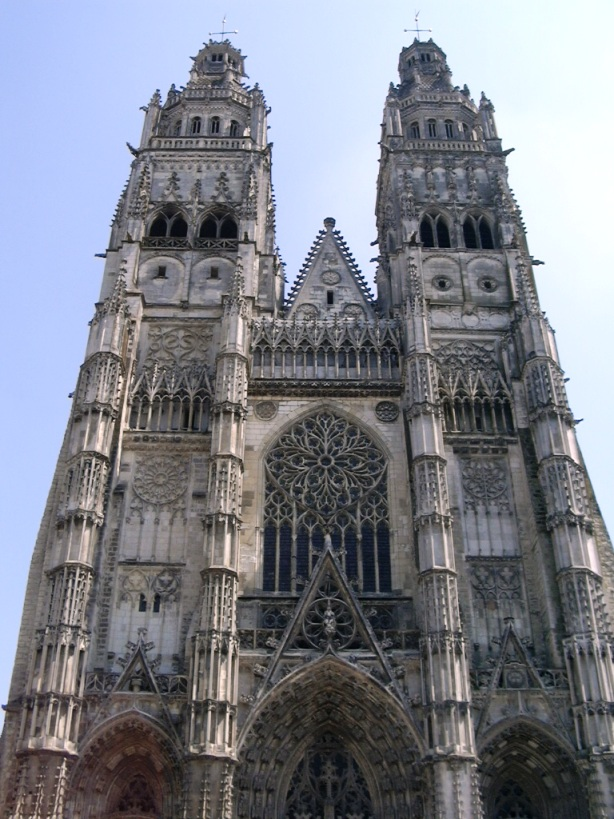
کلیسای جامع شهر تور

تور (به فرانسوی: Tours) نام شهری‌است در مرکز فرانسه. این شهر مرکز بخش اندرولوار می‌باشد. این شهر در شاخه‌های پایینی رود لوار و میان ارلئان و اقیانوس اطلس جای‌گرفته‌است.
منطقهٔ گرداگرد تور که توران خوانده‌می‌شود از برای باده‌اش نامور است. همچنین نبرد تاریخی تور در ۷۳۲ میلادی در محدودهٔ این شهر رخ‌داد. تور بزرگترین شهر در «استان مرکزی» فرانسه است. در سرشماری سال ۲۰۰۶ جمعیت درونی شهر ۱۴۲هزار تن برآورد شد.

## شهرهای خواهر
شهرهای خواهر تور عبارتند از:
- مولهایم، آلمان، از ۱۹۶۲
- سگوویا، اسپانیا، از ۱۹۷۲
- پارما، ایتالیا، از ۱۹۷۶
- لوئویانگ؛ چین، از ۱۹۸۲
- تروا ریویر، کانادا، از ۱۹۸۷
- تاکاماتسو، ژاپن، از ۱۹۸۸
- براشوو، رومانی، از ۱۹۹۰
- مینیاپولیس، مینه‌سوتا آمریکا، از ۱۹۹۱

## نگارخانه

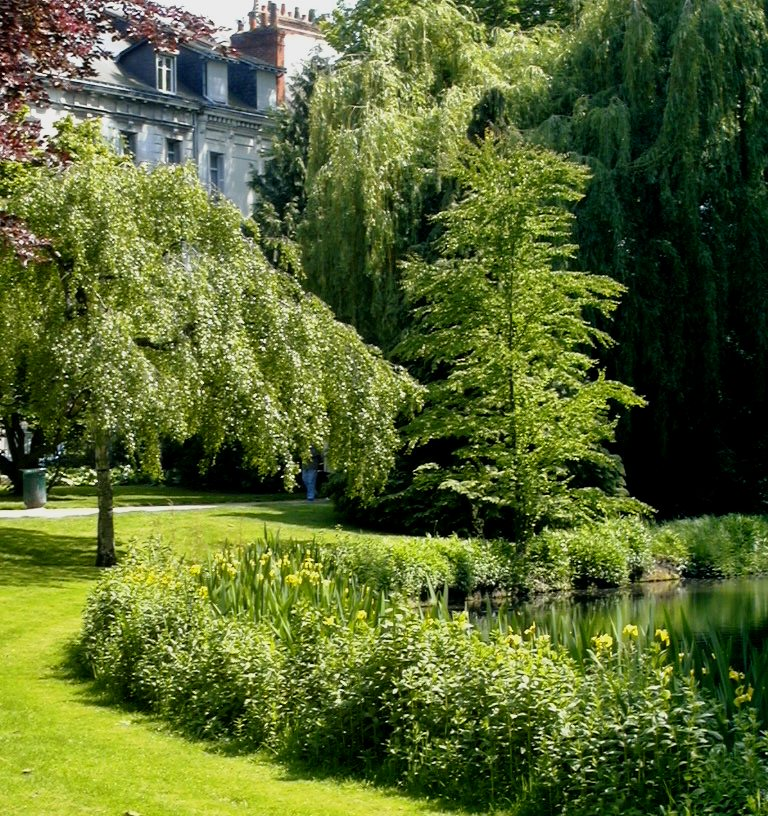
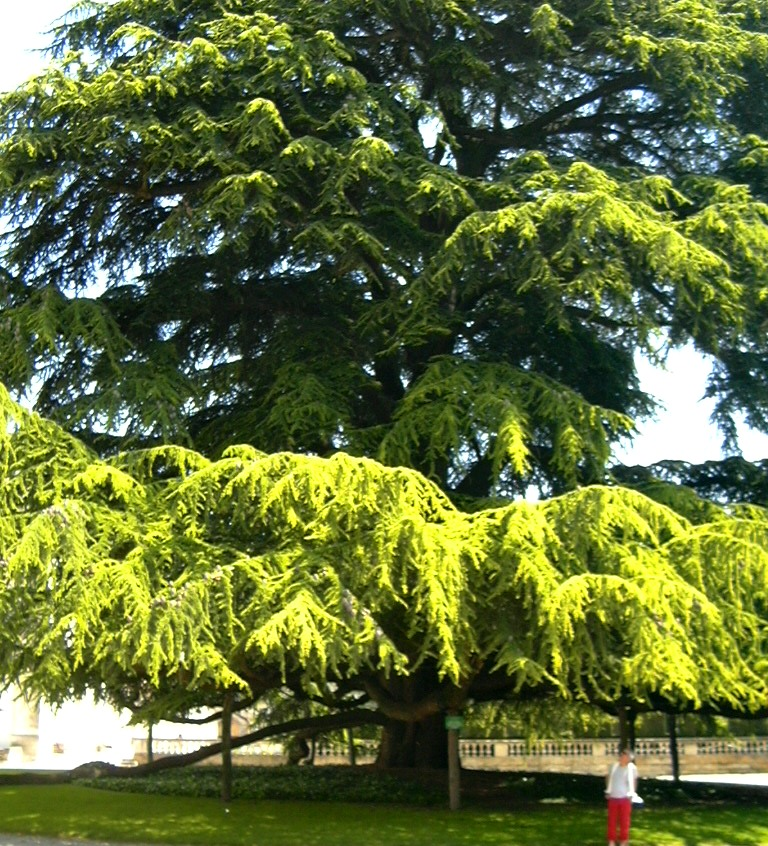
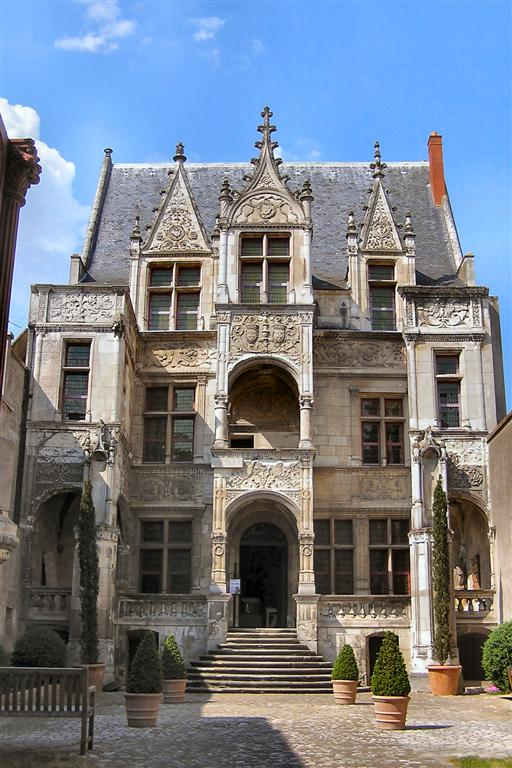
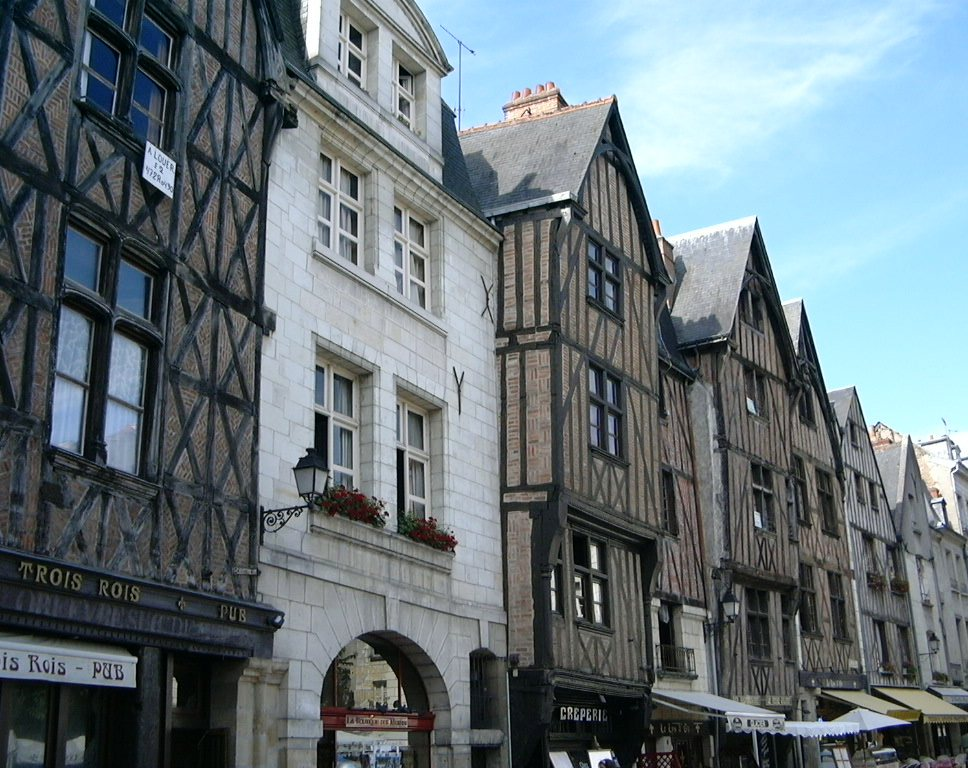
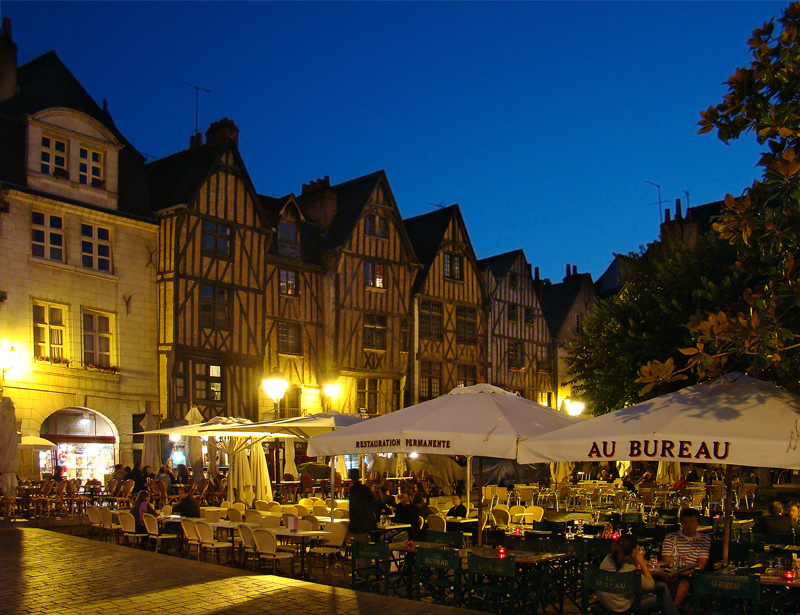
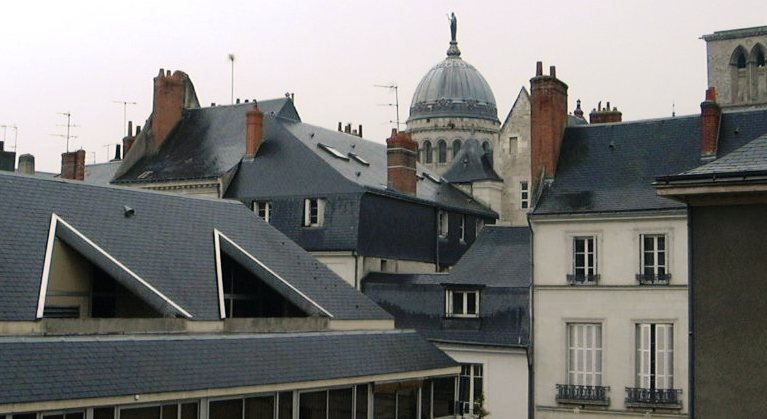
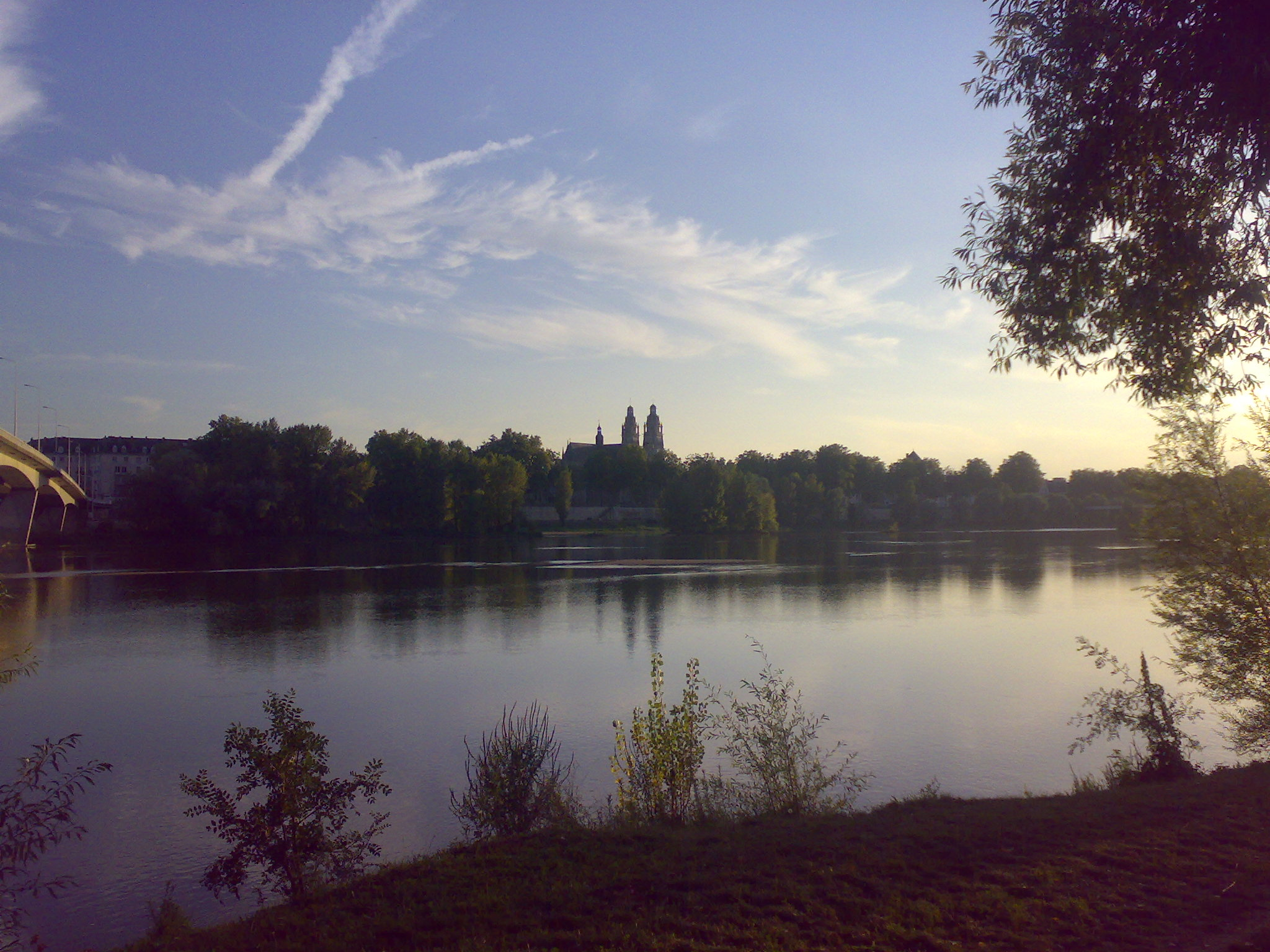